# Go Guitars

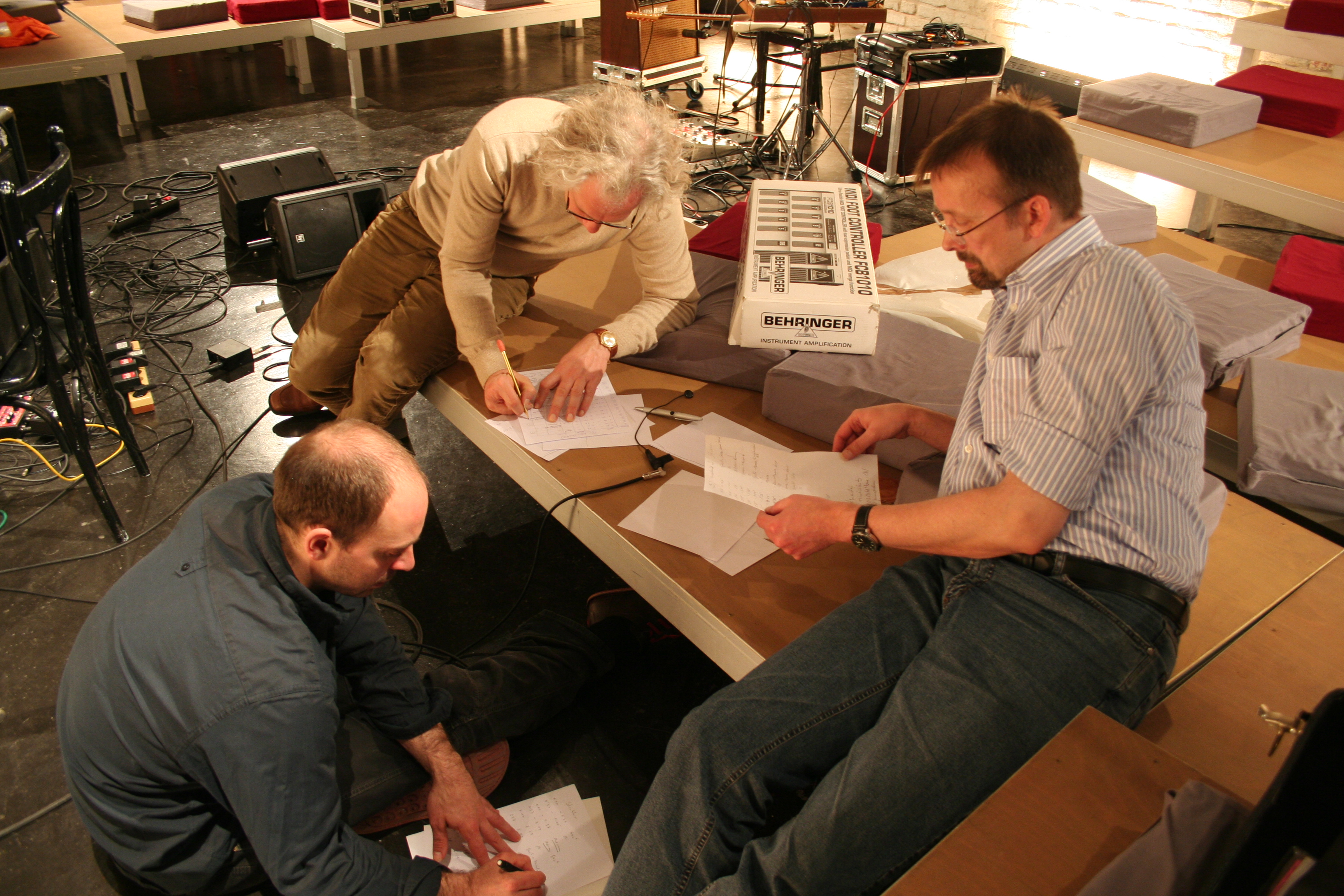
Go Guitars bei Proben in der T-U-B-E in München

Go Guitars ist ein deutsches E-Gitarren-Ensemble, das Werke aus den Bereichen Neue Musik und experimentelle / improvisierte Musik aufführt.

## Besetzung
Go Guitars wurde 1997 als E-Gitarren-Quintett gegründet, um Werke von Komponisten aus dem Bereich der Neuen Musik aufzuführen. Das Quintett setzte sich aus Christian Bergmann, Gunnar Geisse, Gregor Holzapfel, Harald Lillmeyer und Adrian Pereyra zusammen. Nach einiger Zeit entstand der Wunsch – auch durch die Auseinandersetzung mit den Komponisten – als Ensemble eine eigene Sprache zu formulieren, die entwickelten Techniken zu optimieren und für die Gruppe geeignete Spielsituationen und -formen zu finden. Mit einer verstärkten Hinwendung zur Improvisation und zum musikalisch-instrumentalen Experiment, entstand neben dem Quintett auch das Trio go guitars, bestehend aus Gunnar Geisse, Harald Lillmeyer und Adrian Pereyra, das sich diesen neuen Aufgaben und Anforderungen an den Klangkörper widmet.

## Geschichte
Die New Yorker Komponistin Lois V Vierk schrieb 1981 mit „Go Guitars“ ein zeitgenössisches Werk für 5 E-Gitarren. Die Musiker fanden sich erstmals 1997 anlässlich einer Aufführung dieses Stücks zum gleichnamigen Ensemble zusammen. In der Folge widmete sich das Quintett der Interpretation zeitgenössischer Kompositionen. Zur Aufführung kamen Werke von Zoro Babel / Michael Lentz, John Cage, Fred Frith, Gunnar Geisse, Michael Hirsch, Tom Johnson, Chico Mello, Josef Anton Riedl, Iris ter Schiphorst, James Tenney, Lois V Vierk, Wolfgang Heisig, Bernhard Weidner und Fredrik Zeller.
Ein Höhepunkt war 2005 das Concerto Grosso Wachstum für 5 E-Gitarren und großes Orchester von Fredrik Zeller, das Go Guitars mit dem Symphonieorchester des Bayerischen Rundfunks im Herkulessaal der Münchner Residenz unter der Leitung von Frank Ollu uraufführte.
Beispielhaft für die verstärkte Hinwendung zur experimentellen / improvisierten Musik ist die Konzertreihe „processing“ (2008) unter der Mitwirkung von internationalen Musikern, wie Richard Barrett, Elliott Sharp, eRikm. Das Ensemble beschreibt seine Arbeit folgendermaßen: „Für einen ergebnisoffenen Entwicklungsprozess, der sowohl Personen wie Musik betrifft, sucht das Ensemble den Dialog und die Konfrontation. Der theoretische Diskurs über ästhetische und strategische Fragen der Klangformung bzw. Komposition ist dabei genauso bedeutend wie die Frage nach der Aufführungspraxis elektronischer, experimenteller, improvisierter und Neuer Musik.“

## Diskografie
- 2005 Go Guitars & Singer Pur Electric Seraphim, K&K Verlagsanstalt Edition Kloster Maulbronn
- 2001 Michael Lentz & Go Guitars Ende gut. Sprechakte, edition selene/BR

## Uraufführungen
- 2005 Wolfgang Heisig, „HABseligkeiten (für Go Guitars)“
- 2005 Gunnar Geisse, „Untitled 2005“
- 2001 Matthias Hettmer, „Am Rande des“
- 2001 Josef Anton Riedl, „hängenbleiben, sich drehen, mahlen, (durch)hecheln, Geäst“
- 2001 Frederik Zeller, „Mal Strom, mal kein Strom“,
- 2001 Frederik Zeller, „Mal Strom, mal kein Strom; Neufassung“
- 2001 Gunnar Geisse „YGDRASIL“
- 2001 Michael Lentz / Zoro Babel, „Arance dal Marocco (Sprecher, Sampler und 5 E-Gitarren)“
- 2000 Michael Hirsch „anlaufen aufschwingen abstürzen (Monolog für 5 E-Gitarren)“
- 2000 Bernhard Weidner „Miniatur (für E-Gitarren-Quintett und Zuspielung)“